# Inés París Bouza
Inés París Bouza   (Madrid, 1963) és una directora de cinema i guionista espanyola.

## Biografia
París es va llicenciar per la Universitat Autònoma de Madrid en filosofia, especialitzant-se en estètica i teoria de l'art, i amb una tesi doctoral sobre el teatre barroc espanyol. També ha estudiat art dramàtic en les vessants d'interpretació i direcció. Ha escrit un bon nombre de guions per a televisió i cinema. Les seves dues primeres pel·lícules com a directora han estat realitzades juntament amb Daniela Fejerman. La seva primera pel·lícula en solitari va aparéixer el 2007, amb el títol de Miguel y William, un encontre imaginari entre Miguel de Cervantes i William Shakespeare. També ha estat la guionista de totes les seves produccions. El seu pare és el filòsof Carlos París (nascut el 1925). És així mateix presidenta de la CIMA (Associació de dones cineastes i de mitjans audiovisuals).

## Filmografia
- Ellas son... África, productora i codirectora juntament amb Laura Mañá, Patricia Ferreira i Chus Gutiérrez (2010)
- Maitena: estados alterados, guionista (2008-2010)
- Rivales, guionista (2008)
- Miguel y William, directora i guionista (2007)
- Semen, una historia de amor, actriu, directora i guionista conjuntament amb Daniela Fejerman (2005)
- El pantano, guionista (2003)
- A mi madre le gustan las mujeres, directora i guionista conjuntament amb Daniela Fejerman (2002)
- Se quien eres, guionista (2000)
- Vamos a dejarlo, directora i guionista juntament amb Daniela Fejerman (1999)
- El comisario, guionista (1999)
- Famosos y familia, guionista (1999)
- A mi quien me manda meterme en esto, directora i guionista conjuntament amb Daniela Fejerman (1997)
- Todos los hombres sois iguales, guionista (1997-1999)
- Una hija más, guionista (1991)
- Mientras haya luz, actriu sota el nom d'Inés Parias (1987)
- Buscando a Perico, actriu (1982)

## Premis i nominacions
Nominacions
- 2003: Goya al millor director novell per A mi madre le gustan las mujeres